# مبادرة المواطنين الأوروبيين
مبادرة المواطنين الأوروبيين (بالإنجليزية: European Citizens' Initiative)‏ المعرفة اختصاراً بـ ECI هي آلية تابعة للاتحاد الأوروبي تهدف إلى زيادة الديمقراطية المباشرة من خلال تمكين "مواطني الاتحاد الأوروبي من المشاركة مباشرة في تطوير سياسات الاتحاد الأوروبي"، تم تقديمها مع معاهدة لشبونة في عام 2007. تتيح هذه المبادرة لمليون مواطن في الاتحاد الأوروبي من مواطني سبع دول أعضاء على الأقل، دعوة المفوضية الأوروبية مباشرة لاقتراح نص قانوني (لا سيما توجيه أو تنظيم) في منطقة تكون فيها الدول الأعضاء منحت السلطة على مستوى الاتحاد الأوروبي. هذا الحق في مطالبة اللجنة ببدء اقتراح تشريعي يضع المواطنين على قدم المساواة مع البرلمان الأوروبي والمجلس الأوروبي، الذين يتمتعون بهذا الحق وفقًا للمادتين 225 و 241 من معاهدة عمل الاتحاد الأوربي. تتمتع المفوضية بحق المبادرة في الاتحاد الأوروبي. تم إطلاق أول مبادرة مسجلة في 9 مايو 2012 (يوم أوروبا).